# Laterallus levraudi
Franga-d'água-venezuelana ou sanã-ferrugem (Laterallus levraudi) é uma espécie de ave da família Rallidae.
É endémica da Venezuela.
Os seus habitats naturais são: campos de gramíneas subtropicais ou tropicais secos de baixa altitude, lagos de água doce, marismas de água doce e áreas de armazenamento de água.
Está ameaçada por perda de habitat.